# Gangsta Bitch Music, Vol. 2
Gangsta Bitch Music, Vol. 2 é a segunda mixtape da rapper americana Cardi B. Esse álbum é a sequência de seu mixtape de estreia Gangsta Bitch Music, Vol. 1. Foi lançado em 20 de janeiro de 2017, pela KSR.

## Faixas
Gangsta Bitch Music, Vol. 2
| N.º            | Título                                         | Duração |  |
| 1.             | "Bronx Season"                                 | 2:22    |  |
| 2.             | "Lick" (com Offset)                            | 3:53    |  |
| 3.             | "Hectic" (com DJ Hardwerk)                     | 2:52    |  |
| 4.             | "Leave That Bitch Alone" (Skit) (com Justvlad) | 1:27    |  |
| 5.             | "Leave That Bitch Alone"                       | 2:47    |  |
| 6.             | "Rollin"                                       | 3:34    |  |
| 7.             | "Back It Up" (com Konshens e Hoodcelebrityy)   | 2:37    |  |
| 8.             | "Never Give Up" (com Josh X)                   | 2:39    |  |
| 9.             | "Pull Up"                                      | 2:42    |  |
| 10.            | "Pop Off" (com Casanova)                       | 3:33    |  |
| Duração total: | Duração total:                                 | 28:26   |  |

## Desempenho nas paradas
| Parada musical (2017) | Posição |
| --------------------- | ------- |
| Independent Albums    | 25      |